# Batanta
Batanta est une île indonésienne située dans l'océan Pacifique Sud. Elle est l'une des quatre îles principales de l'archipel des Raja Ampat et appartient au kabupaten de Raja Ampat dans la province de Papouasie du Sud-Ouest.

## Géographie
Batanta est située dans l'océan Pacifique Sud, au nord de Salawati, dont elle est isolée au sud-est par le détroit de Sagewin. Seule sa pointe la plus occidentale baigne la mer de Halmahera. Waigeo est proche et un canal maritime, le détroit de Dampier, la sépare de Batanta. Elle présente une forme allongée et occupe une superficie totale de 453 km2. La localité principale est Jodlo, établie sur la côte méridionale.

## Faune
Les principales espèces de mammifères vivant sur l'île sont :
- Dobsonia beauforti
- Dobsonia magna
- Echymipera kalubu (incertain)
- Emballonura nigrescens
- Hipposideros cervinus
- Hipposideros diadema
- Hipposideros maggietaylorae
- Macroglossus minimus
- Miniopterus australis
- Myoictis wallacei (incertain)
- Myotis adversus (incertain)
- Nyctimene albiventer
- Paramelomys platyops
- Phalanger orientalis
- Pipistrellus papuanus
- Pteropus conspicillatus
- Rattus rattus (incertain ; introduit)
- Rhinolophus euryotis
- Rousettus amplexicaudatus
- Spilocuscus maculatus
- Sus scrofa (introduit au cours de la préhistoire)
- Syconycteris australis